# Козлов, Матвей Ильич
Матве́й Ильи́ч Козло́в (16 мая 1902, дер. Турово, Вологодская губерния — 1981, Москва) — советский лётчик, участник Великой Отечественной войны, полярник.

## Биография
Родился 16 мая 1902 года в дер. Турово (ныне — в Заднесельском поселении Усть-Кубинского района, Вологодская область).
Окончил Вологодское реальное училище, некоторое время был сельским учителем в селе Троицко-Енальское недалеко от станции Вожега СЖД. Стал комсомольцем и по путёвке губкома комсомола был направлен в Военно-морское училище в Петроград. В 1924 году, находясь на практической учёбе на крейсере «Аврора», обогнув Скандинавию — побывал в Мурманске и Архангельске. В этом же году по собственному желанию был зачислен в Высшую школу морских лётчиков имени Л. Д. Троцкого в Севастополе, которую окончил в 1925 году и далее служил в частях ВВС Черноморского морского флота, в том числе, на только что созданном для корабельной авиации крейсере «Червона Украина» и на линкоре «Парижская коммуна».
Начал свою лётную деятельность летая на гидросамолетах. Одним из преподавателей в школе был Анатолий Алексеев — будущий известный полярный летчик, Герой Советского Союза. После встречи с ним в Москве в 1932 году, М. И. Козлов, как лучший морской летчик-комсомолец, был направлен в Арктику. За первой экспедицией пошла вторая, за второй третья, так и остался работать в полярной авиации.
В качестве второго пилота самолёта «Н-169» был участником первой высокоширотной воздушной экспедиции «Север», которая обслуживала первую советскую полярную станцию «Северный полюс-1».
Член ВКП(б) с 1940 года; принят парторганизацией Главсевморпути.

### Великая Отечественная война
Принимал участие в спасении пассажиров парохода «Марина Раскова» конвоя БД-5. Лётчики спасательного отряда совершили, казалось, невозможное: они не только посадили свой гидросамолёт «Каталина» на волны штормового Карского моря, но и перенесли на руках в самолёт людей, в которых ещё оставались признаки жизни. Вот строки из отчёта М. И. Козлова:

«Бортмеханик Камирный, штурман Леонов, занимавшиеся переброской людей с кунгаса на самолет, нашли там 14 человек живыми и более 25 трупов. Трупы лежали в два ряда на дне кунгаса, наполненного по колено водой. На трупах лежали и сидели оставшиеся в живых, из которых примерно шесть человек были способны с трудом передвигаться самостоятельно».

На обратный полёт самолёту не хватало горючего, Козлов принял решение идти на моторах по воде.
Военный совет Северного флота по представлению руководства Главсевморпути наградил весь экипаж орденами. Были награждены:
- М. И. Козлов;
- второй пилот — В. А. Попов, вскоре погибший в Арктике при аварии самолёта;
- старший бортмеханик Н. П. Камирный, обеспечивший бесперебойную работу моторов в течение 33 часов;
- штурман И. Е. Леонов, бортрадист Н. А. Богаткин и второй бортмеханик А. Д. Земсков.

### После войны
После войны жил в Москве на Никитском бульваре, дом 9 — в известном «Доме полярников» (объект культурного наследия «Жилой дом Главсевморпути»). В его квартире находился памятный подарок из авиационного стекла. На пластинке плексигласа был выгравирован рисунок — разорванный торпедой корабль, погружающийся в воду, рядом — пляшущая на волнах шлюпка с людьми и резко идущий на снижение двухмоторный гидросамолет «Каталина». На подставке надпись:

«Моему второму отцу — лётчику полярной авиации Козлову Матвею Ильичу, спасшему меня и товарищей после семидневного пребывания в Карском море в результате гибели 12 августа 1944 года транспорта „Марина Раскова“. Пусть этот небольшой сувенир напомнит о действительно героических буднях Вашего славного экипажа в дни Великой Отечественной войны. С глубокой благодарностью и уважением к Вам А. Я. Булах, г. Изюм, 28 декабря 1965 г.»

Последний раз летал в Арктику в 1973 году на станцию «Северный полюс-22».
В конце жизни работал ночным сторожем в одном из министерств СССР на проспекте Калинина.
Умер в 1981 году.

### Семья
- Отец — Козлов Илья Матвеевич, занимался кустарничеством и сельским хозяйством, погиб в блокаде г. Ленинграда в 1942 году.
- Мать — Козлова Мастрадель Викторовна, домохозяйка, умерла в 1931 году.
- Первая жена — Добромыслова Галина Петровна.
- Вторая жена — Сахарова Елена Сергеевна, 1908 года рождения, женаты с 1954 года.
- Сын — Сахаров Андрей Леонидович, 1940 года рождения.

## Награды
- Награждён тремя орденами Ленина, четырьмя орденами Боевого Красного Знамени, орденом Трудового Красного Знамени, двумя орденами Отечественной войны 1 степени, орденом Красной Звезды и медалями. Представлялся к званию Героя Советского Союза, но представления отклоняли по причине семейных неурядиц[4].
- Награждён Почётной грамотой Главного управления Северного Морского Пути (1944).

## Память
- В честь известного полярного летчика названы горы в Антарктиде (горы Козлова, Земля Эндерби, 66°38′ ю. ш., 51°05′ в. д., нанесены на карту в 1962 году Советской Антарктической экспедицией, название присвоено не позже 1965 года)[5][6].